# Samjeon (métro de Séoul)
Samjeon (en coréen : 삼전역) est une station de passage de la ligne 9 du métro de Séoul. Elle est située, 187 Baekjegobun-ro, dans l'arrondissement Songpa-gu, à Séoul en Corée du Sud.
Ouverte en 2018, la station est desservie par les rames omnibus circulant sur la ligne 9.

## Situation sur le réseau

Plan du réseau (2023)

La station souterraine de passage Samjeon de la ligne 9 du métro de Séoul, est situé entre la station Complex Sportif, en direction du terminus nord/ouest Gaehwa, et la station Seokchon Gobun, en direction du terminus sud/est VHS Medical Center.

## Histoire
La station Samjeon est mise en service le 1er décembre 2018, lors de l'ouverture à l'exploitation de la section de la ligne 9, longue de 10 km entre Complex Sportif et le nouveau terminus sud/est VHS Medical Center.

## Services aux voyageurs

### Accès et accueil
Domicilié au 187 Baekjegobun-ro, elle dispose de quatre accès numérotés 1 à 4. Elle est organisée sur deux niveaux souterrains reliés par des escaliers et des ascenseurs. Elle est équipée d'automates notamment pour l'achat titres de transport. 

### Desserte
Samseong est desservie par les rames omnibus qui circulent sur la ligne 9.

Instatllations
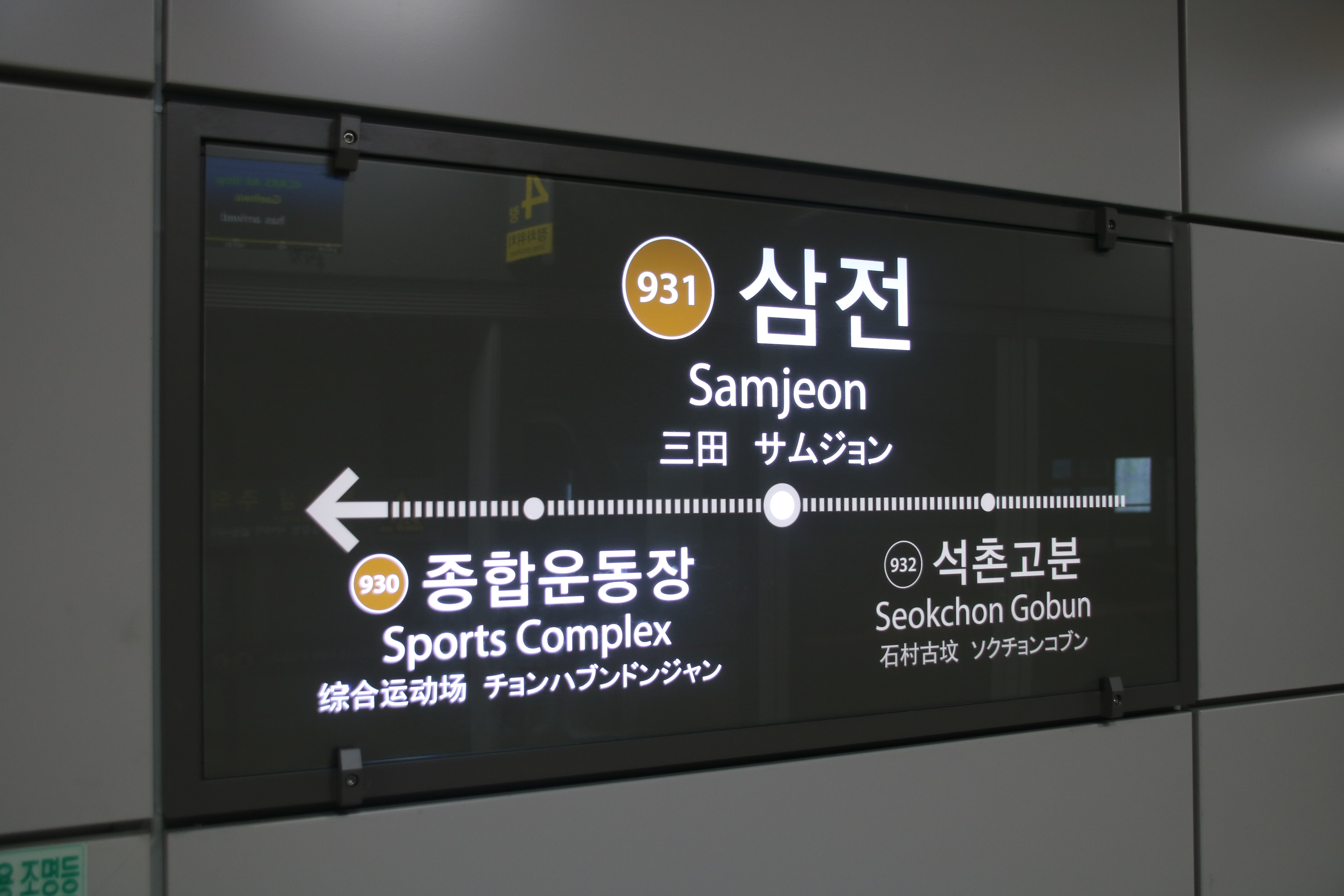
En 2018.
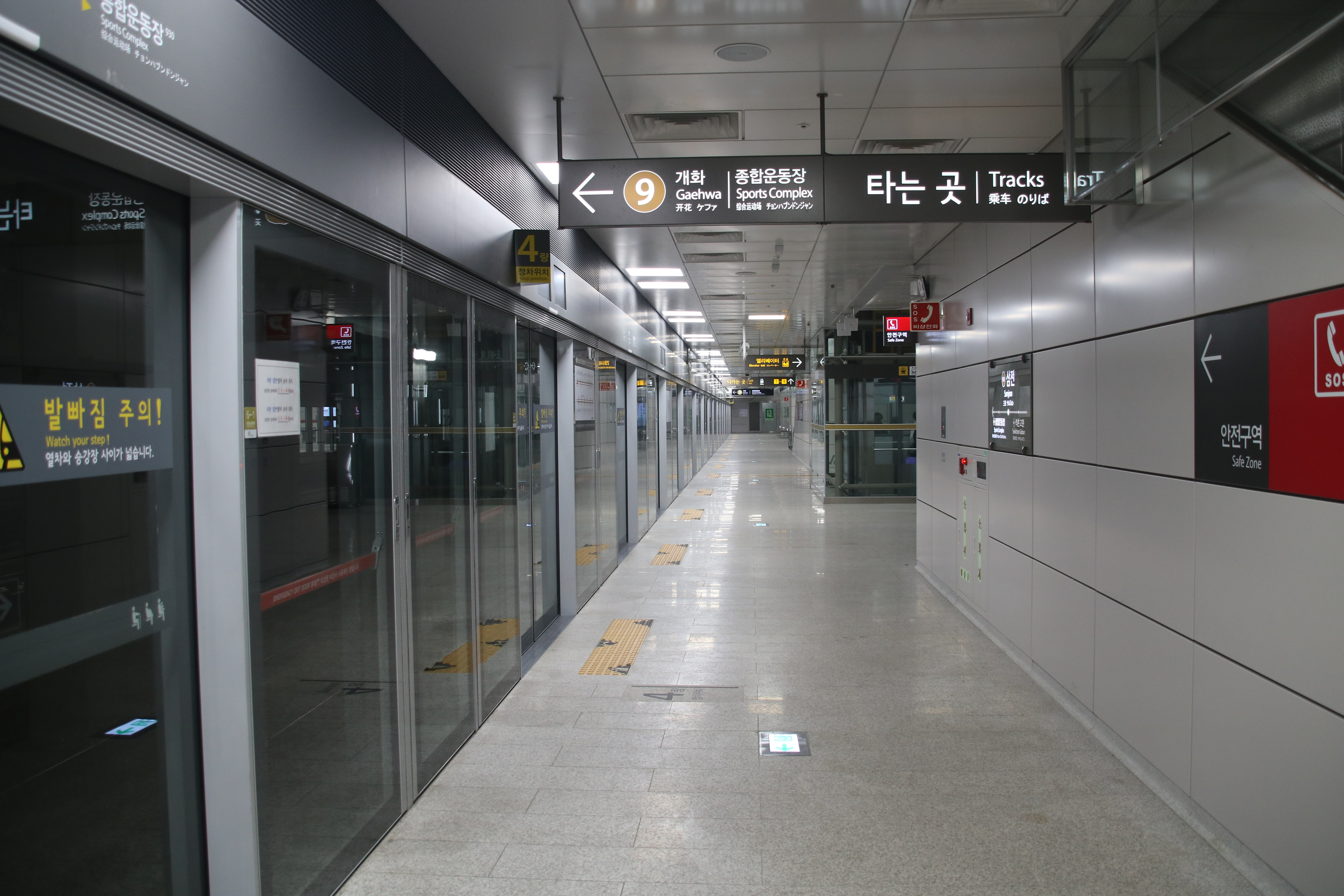
En 2018.

### Intermodalité
Des arrêts de bus urbains sont situés près des accès sur la Baekjegobun-ro.

## À proximité
On y trouve notamment des établissements scolaires, des administrations et le marché traditionnel de Saemaeul.